# Michael Gruner
Michael Gruner (* 1. Januar 1945 in Falkenstein/Vogtl.; † 20. Oktober 2021) war ein deutscher Regisseur und Intendant.

## Leben und Wirken
Aufgewachsen in Berlin und Frankfurt am Main, begann er 1963 ein Schauspielstudium in Frankfurt. 1965 erhielt er ein Engagement als Schauspieler am Staatstheater Darmstadt. 1968 wechselte er an das Theater am Turm in Frankfurt und wirkte unter anderem bei der Uraufführung von Publikumsbeschimpfung unter der Regie von Claus Peymann mit. Ab 1969 war er als Schauspieler am Düsseldorfer Schauspielhaus unter dem Intendanten Karl-Heinz Stroux beschäftigt. 1972 begann Gruner seine Regielaufbahn am Theater am Turm. Er wechselte 1974 als Regisseur nach Darmstadt unter der Intendanz von Günther Beelitz. 1976 kam er mit Beelitz wieder an das Düsseldorfer Schauspielhaus. 
1980/81 wurde er für zwei Inszenierungen pro Saison an das Thalia Theater Hamburg verpflichtet. 1987 bis 1989 war er Regisseur an den Städtischen Bühnen Frankfurt. 1989 wurde er Oberspielleiter am Staatstheater Stuttgart. Als Gastregisseur war er am Wiener Burgtheater, am Wiener Volkstheater, am Deutschen Theater Berlin als auch in Weimar, Bonn und München tätig. 
Des Weiteren erhielt Gruner eine Gastprofessur am Mozarteum in Salzburg und eine Professur am Max-Reinhardt-Seminar in Wien.
Von 1999 bis 2010 war Gruner Schauspieldirektor am Schauspiel Dortmund, er war verheiratet mit der Schauspielerin Juliane Gruner.

## Filmografie (Auswahl)

### TV-Serien
- 1971: Tatort: Frankfurter Gold

## Inszenierungen (Auswahl)
- Woyzeck von Georg Büchner, Theater am Turm (1972)
- Geschichten aus dem Wiener Wald von Ödön von Horváth, Düsseldorfer Schauspielhaus (1984)
- Michael Kramer von Gerhart Hauptmann, Städtische Bühnen Frankfurt (1987)
- Ich und Ich, Staatstheater Stuttgart (1990)
- Zur schönen Aussicht von Ödön von Horváth, Volkstheater Wien (1993/94)
- Herr Paul von Tankred Dorst, Deutsches Theater Berlin (1995)
- Die Glut nach Sándor Márai, Volkstheater Wien (1999/2000)
- Der gute Mensch von Sezuan von Bertolt Brecht, Volkstheater Wien (2000/01)
- Das Käthchen von Heilbronn von Heinrich von Kleist, Schauspiel Dortmund (2003)
- Mein Freund Harvey, von Mary Chase, Schauspiel Dortmund (2007)
- Glaube Liebe Hoffnung, von Ödön von Horváth, Schauspiel Dortmund (2008)
- Odysseus, Verbrecher. Schauspiel einer Heimkehr, von Christoph Ransmayr, im Rahmen des Theaterprojekts „Odyssee Europa“ der RUHR.2010

## Auszeichnungen
Gruner erhielt 1995/96 den Karl-Skraup-Preis für seine Inszenierung von Ferdinand Raimunds Der Alpenkönig und der Menschenfeind am Volkstheater Wien.

## Einzelbelege
1. ↑  Hertener Allgemeine vom 22. Oktober 2021:Trauer Langjähriger Schauspieldirektor am Theater Dortmund ist tot, abgerufen am 22. Oktober 2021

| Personendaten    | Personendaten                     |
| ---------------- | --------------------------------- |
| NAME             | Gruner, Michael                   |
| KURZBESCHREIBUNG | deutscher Regisseur und Intendant |
| GEBURTSDATUM     | 1. Januar 1945                    |
| GEBURTSORT       | Falkenstein/Vogtl.                |
| STERBEDATUM      | 20. Oktober 2021                  |